# Stadio Julio César Villagra
Lo Stadio Julio César Villagra (in spagnolo Estadio Julio César Villagra), meglio noto come Gigante de Alberdi, è un impianto sportivo della città argentina di Córdoba. Ospita le partite casalinghe del Club Atlético Belgrano.